# Dover International Speedway
Der Dover International Speedway ist eine Motorsport-Rennstrecke in Dover im US-Bundesstaat Delaware mit einer Streckenlänge von exakt einer Meile. Da sie die Rennwagen sehr stark beansprucht, bekam sie den Spitznamen The Monster Mile, ein älterer Spitzname war White Lightning. Sie ist aktuell Besitz von Speedway Motorsports.

## Streckenprofil
Die  1966 errichtete, asphaltierte Rennstrecke wurde Ende 1994 mit einem Betonbelag versehen. In den Kurven hat die Strecke einen asphaltierten ebenen Bereich, den "Apron". Da verunglückte Fahrzeuge – so noch einigermaßen rollfähig – durch die starke Überhöhung unweigerlich hier enden, wird die Strecke scherzhaft auch als „self cleaning race track“ („selbstreinigende Rennstrecke“) bezeichnet.
Im Infield des Speedway befindet sich die Dover Downs-Pferderennbahn, weshalb dieser auch oftmals mit diesem Namen bezeichnet wird. Die Rennbahn ist zudem Teil eines großen Vergnügungskomplexes, in dem auch Glücksspiel möglich ist. Ursprünglich gehörten Speedway und der Vergnügungskomplex zu Dover Downs Entertainment, wurden aber auf Initiative von NASCAR im Februar 2002 in zwei separate Unternehmen aufgeteilt. Als Folge änderte sich der Namen der Rennstrecke von Dover Downs International Speedway in Dover International Speedway.
Dover Motorsports, das aus der Teilung von Dover Downs Entertainment hervorging, wurde 2021 von Speedway Motorsports übernommen.
Ursprünglich betrug die Rennlänge auf dem Dover International Speedway 500 Meilen. Nach einer Regeländerung von NASCAR werden Rennen über eine Distanz von mindestens 500 Meilen auf Speedways mit einer Streckenlänge von mehr als einer Meile ausgetragen, so dass die Distanz in Dover auf 400 Meilen reduziert wurde. Neben der NASCAR-Serie war in den Jahren 1998 und 1999 auch die Indy Racing League auf dem Dover International Speedway zu Gast. Die Rennen gewannen Scott Sharp und Greg Ray.
Die Maximale Zuschauerkapazität betrug 135.000 Personen, jedoch wurde die Sitzplatzzahl 2011 und 2014 auf 95.500 Sitze verkleinert.

## Dover Monster
Aufgrund seines Spitznamens The Monster Mile erhielt die Rennstrecke im Jahre 2004 ein neues Maskottchen, genannt „Miles, das Monster“ bzw. „Miles the Monster“. Unter den Fans wird es oftmals auch  „Dover Monster“ oder einfach nur „Miles“ genannt. Es ist auf dem Siegerpokal, den Eintrittskarten und den Souvenirs zu sehen.

## Rekorde
- NASCAR Cup Series Qualifying: Chase Elliott, 21.692 s (165,960 mph), 2019
- NASCAR Cup Series Rennen: Mark Martin,  3:00:50 h (132,719 mph), 1997
- NASCAR Xfinity Series Qualifying: Erik Jones, 22,739 s (158,319 mph), 2016
- NASCAR Xfinity Series Rennen: Joey Logano, 1:31:27 h (133,154 mph), 2013
- NASCAR Camping World Truck Series Qualifying: Brett Moffitt, 22,303 s (161,413 mph), 2019
- NASCAR Camping World Truck Series Rennen: Mark Martin, 1:39:50 h (120,200 mph), 2002

### USAC Championship Car
| Saison | Datum      | Name des Rennens | Sieger      | Chassis  | Motor    |
| ------ | ---------- | ---------------- | ----------- | -------- | -------- |
| 1969   | 24. August | Delaware 200     | Art Pollard | Gerhardt | Plymouth |

### Indy Racing League
| Saison | Datum     | Name des Rennens      | Sieger      | Chassis | Motor      |
| ------ | --------- | --------------------- | ----------- | ------- | ---------- |
| 1998   | 18. Juli  | Pep Boys 400K         | Scott Sharp | Dallara | Oldsmobile |
| 1999   | 1. August | MBNA Mid-Atlantic 200 | Greg Ray    | Dallara | Oldsmobile |